# Através do Espelho
Através do Espelho (em norueguês: I et speil, i en gåte) é um livro de Jostein Gaarder, escritor norueguês do famoso livro O Mundo de Sofia.
O livro deu a seu autor a vitória no Bokhandlerprisen, o maior prêmio de literatura da Noruega, em 1993, e vendeu mais de dois milhões de unidades pelo mundo. Em 1996, a tradução para o alemão Durch einen Spiegel, in einem dunklen Wort venceu o prêmio Buxtehuder Bulle na categoria de literatura juvenil.